# Linière de Courtrai
Linière de Courtrai is een voormalig Belgisch bedrijf dat in 1881 werd opgericht door Albéric Goethals. De naamloze vennootschap in Kortrijk begon als vlasspinnerij op de hoek van de Gentsesteenweg en het kanaal Kortrijk-Bossuit.

## Geschiedenis

### Ontstaan
De katoenschaarste van de jaren 1861-1865, als gevolg van de Amerikaanse Burgeroorlog, zorgde voor verstrekkende grondstoftekorten in het Kortrijkse en verlamde de plaatselijke textielproductie. Om minder afhankelijk te zijn van de garenimport gingen Kortrijkse textielproducenten volop inzetten op het zelf spinnen van ruwe grondstoffen. Op 1 oktober 1861 ontstond de collectieve vennootschap Watteyne, Devos & Cie met als doel de handel en fabricatie van vlasgaren. Na de terugtrekking van Watteyne in 1862 heette de spinnerij F. Devos & Cie. Het klantenbestand spreidde zich uit over heel België, Frankrijk, Groot-Brittannië en Duitsland.
Na onenigheid tussen de vennoten werd het bedrijf F. Devos & Cie in 1866 ontbonden en namen Victor Beck en Albéric Goethals de spinnerij over: op die manier ontstond de vennootschap Albéric Goethals & Cie.
In 1881 ging de gezondheid van Beck achteruit en greep Goethals zijn kans om een nieuwe naamloze vennootschap te stichten: de Linière de Courtrai. 

### Evolutie
De vlasspinnerij in Kortrijk breidde gestaag uit en de naamloze vennootschap vond voortdurend nieuwe investeerders. Wanneer in 1889 de Britse vlaskoper Adolphe Duvivier een aandeelhouder werd, was een lange samenwerking tussen de families Goethals en Duvivier aangebroken. Duvivier werd in 1897 de voorzitter van de beheerraad, na het overlijden van de stichter Albéric Goethals. Nakomelingen van Goethals en Duvivier zouden later eveneens toetreden tot de beheerraad.
Na de Eerste Wereldoorlog werd de stoommachine vervangen door elektrische motoren. Maar de jaren 1930 en de Tweede Wereldoorlog zetten een rem op de bedrijvigheid. In de jaren 1950 vernieuwde het bedrijf haar machinepark en bouwde ze de spinnerij om. Deze periode luidde een tijd van expansie in.
In april 1977 zorgden afwijkende toekomstvisies binnen de beheerraad van het bedrijf echter voor een splitsing van de bestaande vennootschap in de industriële vennootschap Vlasspinnerij Linière de Courtrai en een immobiliënvennootschap Vlasimmo.

### Het einde
Hoewel de jaren 1980 nog een opmerkelijke modeverschijnsel van kledijlinnen kende, verliep de economische conjunctuur toch erg grillig. Eind jaren 1980 besliste de beheerraad nog om grondige investeringen te doen in de spinnerij. Maar de toenemende Aziatische concurrentie betekende de doodsteek voor de Vlasspinnerij Linière de Courtrai, die op 4 september 1992 de boeken neerlegde.

## Katrientjes
In de schoot van het textielbedrijf Albéric Goethals & Cie ontstond een opmerkelijk patronaat. Directeur Goethals had namelijk de leiding over vele fabrieksmeisjes. Hij voelde het als een sociale plicht om de meisjes op zondagen ontspanning te verlenen, hen huishoudelijke kennis bij te brengen en hen zo van straat te houden. Daarom richtte hij het meisjespatronaat van de Heilige Katharina. De meisjes werden in de volksmond "Katrientjes" genoemd.
Vanaf 1875 werd Guido Gezelle, die in Kortrijk was aangesteld als kapelaan in de Onze-Lieve-Vrouwekerk, de patronaatsbestuurder. Het meisjespatronaat was onderverdeeld in verschillende afdelingen. Aan het hoofd van elke afdeling stond en ongehuwde juffrouw uit de vermogende burgerij; zij verleende ook financiële en materiële steun aan de Katrientjes. Anna Demets, Marie Demets en Henriëtte Goemaere waren gekende juffrouwen die de leiding kregen over een afdeling van de Katrientjes.

## Archieven
Het Rijksarchief te Kortrijk bewaart het bedrijfsarchief van Linière de Courtrai.